# نوه مستو ناد واهم
نوه مستو ناد واهم (به آلمانی: Neustadt an der Waag, Neustadtl, Waag-Neustadtl, نوه مستو ناد واهم, نوه مستو ناد واهم) یک شهرک در اسلواکی با جمعیت ۲۰٬۷۰۵ نفر است که در Nové Mesto nad Váhom District واقع شده‌است.